# Опалинский, Казимир Ян
Казимир Ян Опалинский (1639 — 21 июля 1693, Турово) — католический епископ хелминский (1681—1693), канцлер познанский, аббат бледзевский (1661—1676), коадъютор познанского епископа (с 1680).

## Биография
Представитель польского магнатского рода Опалинсих герба «Лодзя». Второй сын воеводы калишского Яна Петра Опалинского (1601—1655) и Катарины Лещинской (ок. 1605—1664), дочери великого канцлера коронного Вацлава Лещинского.
18 ноября 1681 года папа римский Иннокентий XI назначил Казимира Яна Опалинского на должность епископа хелминского.
В 1682 году он занимался восстановлением разрушенных церквей в окрестностях Торуни, проявил активность в деле оскорбления католиков в Торуни во время Праздника Тела и Крови Христовых, при поддержке короля Яна Собеского в 1688 году заключил мирное соглашение. Он был похоронен в монастыре в Лаках Братянских.